# Melanodera melanodera
Melanodera melanodera là một loài chim trong họ Thraupidae.